# Uroobovella sudanensis
Uroobovella Sudánensis es una especie de arácnido del orden Mesostigmata de la familia Urodinychidae.

## Distribución geográfica
Se encuentra en Sudán.